# Bayala
Bayala (en népalais : बयाला) est un comité de développement villageois du Népal situé dans le district d'Achham. Au recensement de 2011, il comptait 3 948 habitants.